# Max Wedekind
Max Wedekind (genaue Lebensdaten unbekannt, gest. vermutlich vor 1929) war ein deutscher Verleger und Jurist in Weimar.
Wedekind leitete ab 1903 das Geographische Institut Weimar, welches von Friedrich Justin Bertuch begründet wurde. Er kaufte es von Otto Weise ab. Im Jahr 1905 verschwand es jedoch aus dem Weimarer Adreßbuch, bevor es 1907 aufgelöst wurde. Die kurze Dauer von Wedekind als Verlagsleiter weist nicht auf eine erfolgreiche Geschäftstätigkeit hin. Unter Wedekind firmierte der Kartenverlag unter „Verlag, Buch- und Steindruckerei“, unter dem Namen er der Bedeutungslosigkeit anheimfiel. Wedekind ist in den Weimarer Adreßbüchern nachweisbar und verschwindet mit dem Ende des Verlages nicht aus der Stadt. Im Weimarer Adreßbuch von 1912 und 1916 steht Max Wedekind jedenfalls als Kaufmann und Inhaber eines Auskunfts- und Inkassobüros. Im Jahr 1926 ist Wedekind nur als Kaufmann aufgeführt. Im Adreßbuch von 1929 steht sein Name nicht mehr.